# 保時捷卡曼

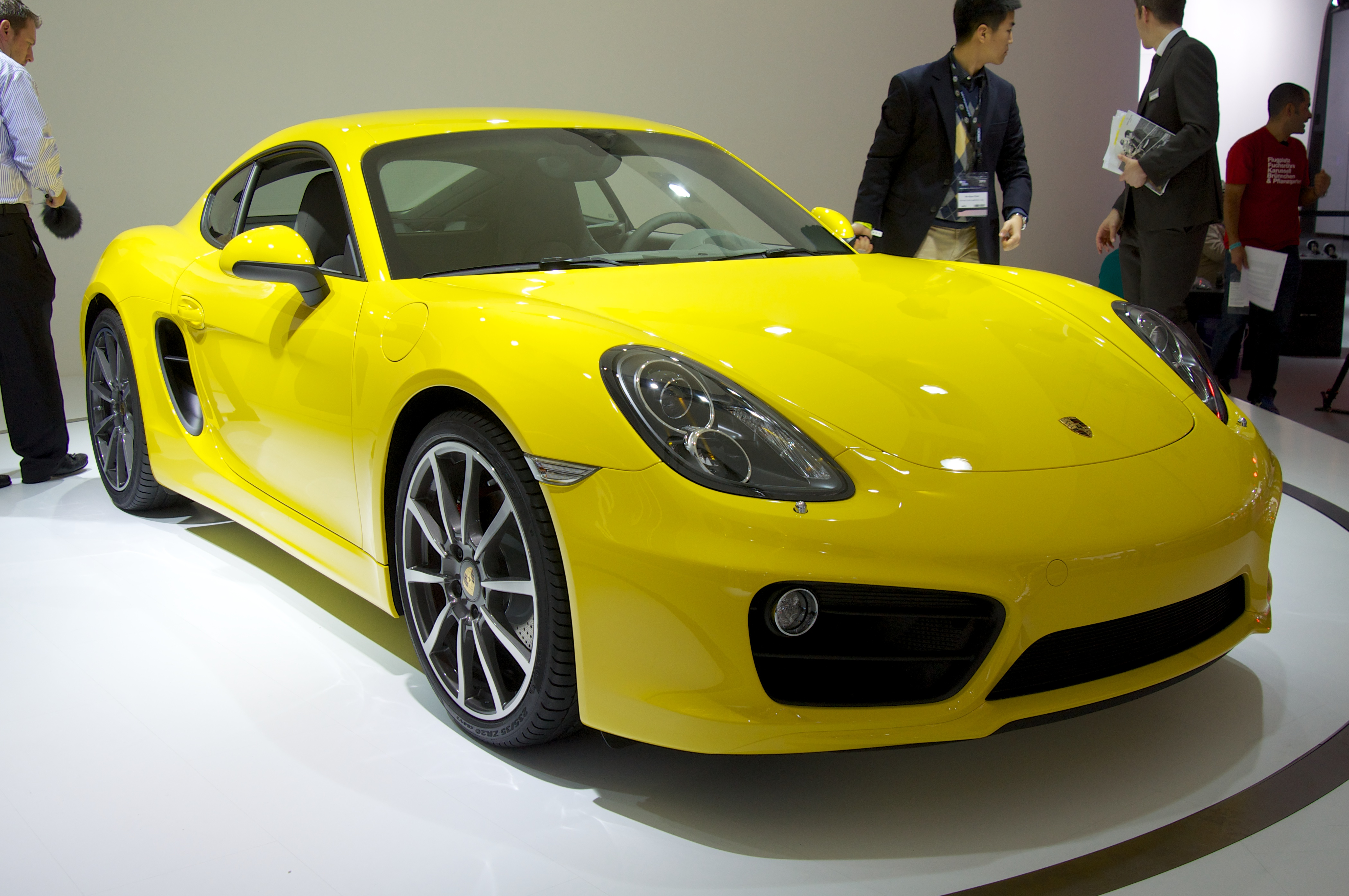
保時捷卡曼S

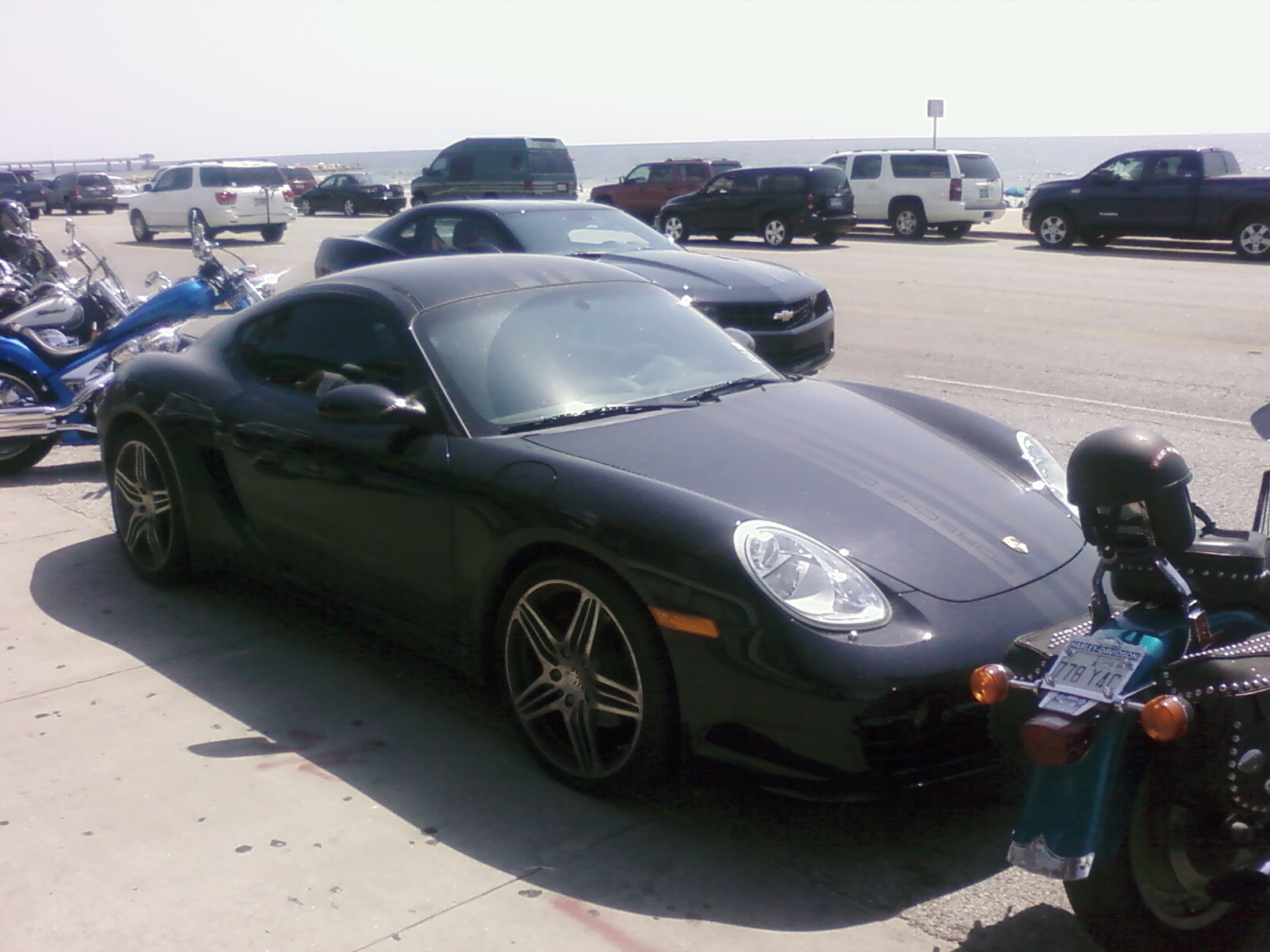
保時捷Cayman S Porsche Edition1

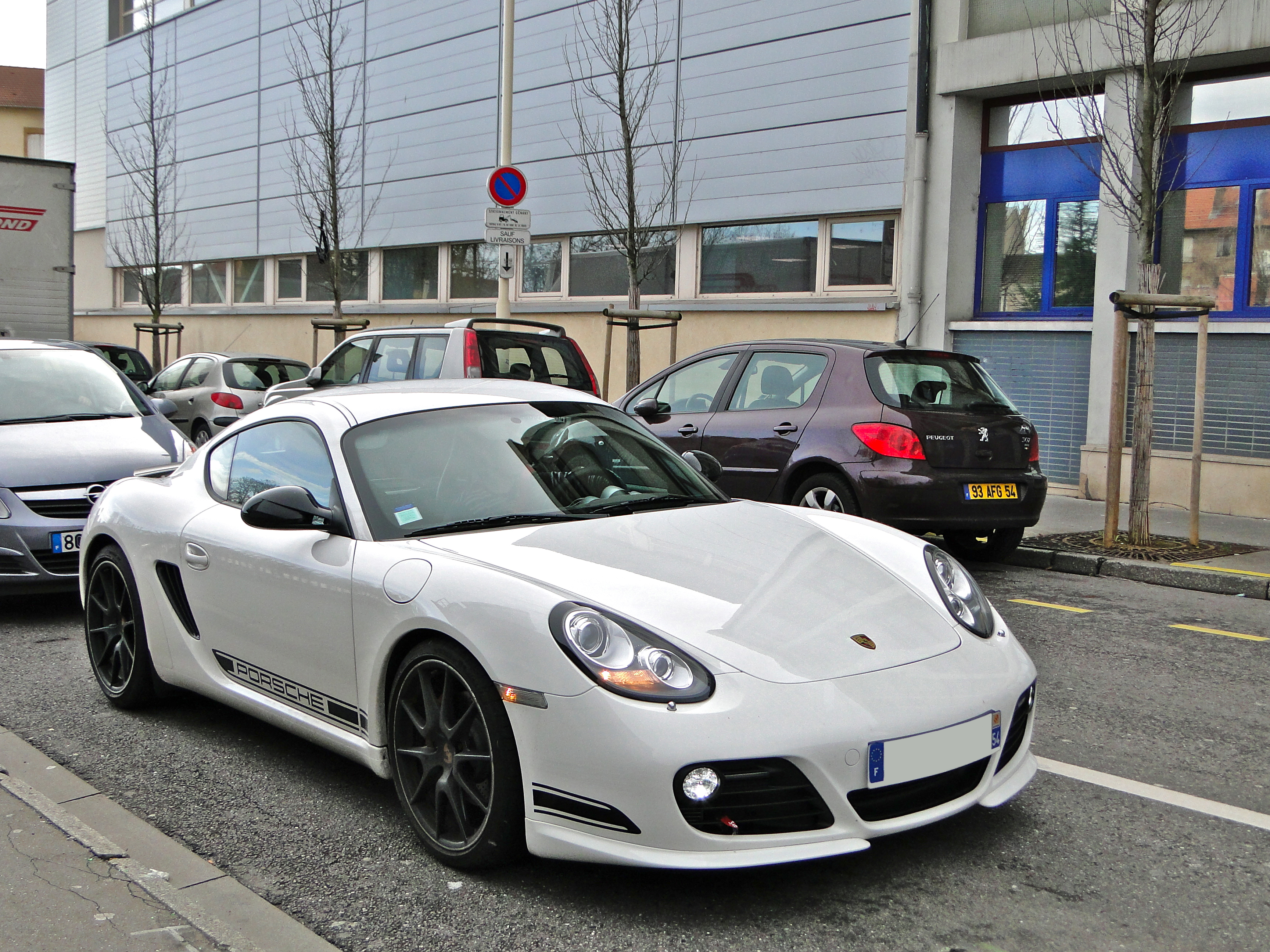
保時捷卡曼R

保時捷卡曼（德語：Porsche Cayman）是德國保時捷公司所製造的雙門跑車。
由敞篷車「保時捷Boxster」（987型）所衍生的跑車車型，車名由來是短吻鱷屬的爬蟲類「caiman/cayman，（意指鱷魚）」。

## 歷史

### 初代（2005年-）
2005年9月法蘭克福車展上為「卡曼S」的第一次登場，外型由設計Porsche 911(996)的華裔設計師賴平(Pinky Lai)所設計。以Boxster的引擎為基礎，擴缸至3.4L，並且使用了擁有可變氣閥機能的3387cc水平對臥引擎。配置為中置引擎。變速箱為6速手排與5速手自排。後車廂的容量約為260L，而前車廂的容量約為150L。在時速超過120km/h時，尾翼會自動升起以增加下壓力，而當時速低於80km/h時尾翼會自動收起。駕駛座有按鈕可以直接操作變速箱換檔。從0-100km/h加速需要5.4秒/6.1秒（手排/双离合）。
2006年8月小改款。追加了2.7L水平對臥六汽缸的「卡曼」車型。2.7L的變速箱為5速手排與5速自排。另外也可以選購6速手排款。0-100km/h的加速為6.1秒/7.0秒（手排/自排）。
2008年11月19日，在洛杉磯車展中，與Boxster同時發表大改款車型。。搭載全新的引擎，排氣量也擴大為2.9L，卡曼S更採用了缸內直噴技術，也提高了這兩款車種的最大馬力。變速箱有5速自排與7速的PDK（Porsche Doppelkupplung、通称PDK。德語中“保時捷雙離合器技術”之意），手排由一般形式的5速款式變更為6速款式。為了要與Boxster做出區別，車體前方與後方水箱護罩的設計也有所變更，（霧燈的形狀則都保持圓形）。另外，標準配備的車尾燈採用LED與Clarion 公司的衛星導航。

#### 限定車（2008年）
2007年8月，Porsche Japan發表了將生產15輛（全世界777輛），以黒色為基調的内外装，強化運動性能的限定款Cayman S Porsche Edition1。價格為日幣953萬。歐洲圈的生產以10月，其他地區為11月開始。

#### 第二代(2016-)
代號982，改名718 Cayman，使用2.0升涡轮增压水平对臥四缸，而718 Cayman S使用2.5升可变几何涡轮增压。
718 Cayman 的引擎输出221KW（中国大陆特規184KW），718 Cayman S输出257KW。变速箱可选6速手排或7速双离合自手排。